# Fernanda Torres
Fernanda Torres is een Braziliaanse actrice. Ze won in 2025 een Golden Globe voor haar prestatie in de film I'm Still Here van Walter Salles. Ze werd ook genomineerd voor de Oscar voor Beste Vrouwelijke Hoofdrol voor deze film.

## Filmografie

### Films
Als actrice
| Jaar | Film                                       | Personage                           |
| ---- | ------------------------------------------ | ----------------------------------- |
| 1983 | Inocência                                  | Inocência                           |
| 1984 | Amenic - Entre o Discurso e a Prática      | (figurant)                          |
| 1985 | A Marvada Carne                            | Carula                              |
| 1985 | Madame Cartô                               | (stem)                              |
| 1985 | Sonho sem Fim                              | Cigana                              |
| 1986 | Love Me Forever or Never                   | The Woman                           |
| 1986 | Com Licença, Eu Vou à Luta                 | Eliane Maciel                       |
| 1988 | A Mulher do Próximo                        | Isabel                              |
| 1988 | Fogo e Paixão                              | (cameo als vrouw die een appel eet) |
| 1989 | Kuarup                                     | Francisca                           |
| 1990 | Beijo 2348/72                              | Claudete                            |
| 1991 | One Man's War                              | Dolly                               |
| 1993 | Capitalismo Selvagem                       | Elisa Medeiros                      |
| 1996 | The Jew                                    | Brites Cardoso                      |
| 1996 | Foreign Land                               | Alex                                |
| 1997 | Miramar                                    | The Producer                        |
| 1997 | Four Days in September                     | Maria Augusta Carneiro / Andréia    |
| 1998 | Midnight                                   | Maria                               |
| 1998 | Traição                                    | Irene                               |
| 1999 |                                            | Iara / Marilena                     |
| 2003 | So Normal                                  | Vanilce "Vani" Alencar              |
| 2004 | Redeemer                                   | Young Isaura                        |
| 2005 | The House of Sand                          | Áurea / Maria                       |
| 2007 | Saneamento Básico                          | Marina                              |
| 2007 | Playing                                    | zichzelf                            |
| 2009 | A Mulher Invisível                         | Lúcia                               |
| 2009 | Os Normais 2: A Noite Mais Maluca de Todas | Vanilce "Vani" Alencar              |
| 2017 | Os 8 Magníficos                            | zichzelf                            |
| 2019 | Babenco: Tell Me When I Die                | zichzelf                            |
| 2019 | Lina Bo Bardi: A Marvelous Entanglement    | Lina Bo Bardi                       |
| 2024 | I'm Still Here                             | Eunice Paiva                        |

Als scenariste
| Jaar | Film    |
| ---- | ------- |
| 2018 | O Juízo |

### Televisieseries
| Jaar    | Serie                      | Personage                    |                                   |
| ------- | -------------------------- | ---------------------------- | --------------------------------- |
| 1979    | Aplauso                    | Soraia                       |                                   |
| 1981    | Baila Comigo               | Fauna Rosa França            | Telenovela                        |
| 1981    | Brilhante                  | Marília Newman Carvalho      | Telenovela                        |
| 1983    | Parabéns pra Você          | Irene                        | Telenovela                        |
| 1983    | Caso Especial              | Clara                        | afl. "O Fantasma de Canterville"  |
| 1983    | Caso Especial              | Maria Alice                  | afl. "Todas as Mulheres do Mundo" |
| 1983    | Eu Prometo                 | Dayse Ribeiro Cantomaia      | Telenovela                        |
| 1986    | Selva de Pedra             | Simone Marques / Rosana Reis | Telenovela                        |
| 1994    | Terça Nobre                | Diana                        | afl. "Comédia da Vida Privada"    |
| 1994    | Terça Nobre                | Dorinha                      | afl. "O homem que sabia javanês"  |
| 1994    | Terça Nobre                | Lúcia McCartney              | afl. "Lúcia McCartney"            |
| 1995–97 | A Comédia da Vida Privada  |                              |                                   |
| 1999    | Luna Caliente              | Dora                         |                                   |
| 2001    | As Filhas da Mãe           | Lulu de Luxemburgo           | Telenovela                        |
| 2001–03 | Os Normais                 | Vanilce "Vani" Alencar       |                                   |
| 2002    | Brava Gente                | Jaci                         | afl. "Lira Paulistana"            |
| 2004    | Um Só Coração              | Fernanda Montenegro          | afl. "8 de abril"                 |
| 2004    | Sitcom.br                  | Nana                         | afl. "Dia das Mães"               |
| 2006    | Os Amadores                | Alice                        | afl. "22 de dezembro"             |
| 2008    | Sexo Oposto                |                              |                                   |
| 2009    | Bicho Homem                |                              |                                   |
| 2010    | Programa Piloto            | Renata                       |                                   |
| 2010    | As Cariocas                | Cris                         | afl. "A Invejosa de Ipanema"      |
| 2010    | Amoral da História         |                              |                                   |
| 2011–15 | Tapas & Beijos             | Fátima de Souza              |                                   |
| 2016    | Mister Brau                | Bárbara                      | afl. "19 de julho"                |
| 2016–17 | Minha Estupidez            |                              |                                   |
| 2017–19 | Filhos da Pátria           | Maria Teresa Bulhosa         |                                   |
| 2018    | Sob Pressão                | Dr. Renata Gomes             | Seizoen 2                         |
| 2019    | Mulheres Fantásticas       | Vertelster                   | afl. "Hedy Lamarr"                |
| 2020    | Todas as Mulheres do Mundo | Estela                       |                                   |
| 2020    | Diário de Um Confinado     | Leonor                       |                                   |
| 2020    | Amor e Sorte               | Lúcia Bóis                   |                                   |
| 2020    | Gilda, Lúcia e o Bode      | Lúcia Bóis                   |                                   |
| 2023    | Fim                        | Celeste                      | Ook als scenariste                |